# Les Aventures de Guillaume Tell
Pour plus de détails, voir Fiche technique et Distribution.
Les Aventures de Guillaume Tell (Guglielmo Tell: L'arciere della Foresta Nera) est un film d'aventures italien réalisé par Giorgio Pàstina et Michał Waszyński, sorti en 1949.
Inspiré de la pièce Guillaume Tell de Friedrich Schiller, le film, qui se déroule au XIVe siècle, raconte l'histoire du célèbre archer Guillaume Tell qui se rebelle contre le bailli, représentant de l'empereur d'Autriche Albert Ier de Habsbourg.

## Synopsis
L'archer Guillaume Tell se dispute d'abord avec le bailli Gessler au sujet d'un cerf, puis refuse d'enlever son chapeau devant celui du noble, placé sur un poteau au milieu de la place. Il est soumis à une épreuve où l'archer doit réussir à atteindre avec une flèche une pomme placée au-dessus de la tête du descendant du bailli. Guillaume réussit l'exploit mais cela ne suffit pas à satisfaire le bailli. Incarcéré, il s'échappe et rassemble un groupe de paysans, avec l'intention de revenir d'où il s'est enfui.
Finalement, Guillaume réussit à tuer Gessler et à obtenir la liberté du peuple suisse.

## Fiche technique
- Titre français : Les Aventures de Guillaume Tell[1]
- Titre original italien : Guglielmo Tell: L'arciere della Foresta Nera[2]
- Réalisation : Giorgio Pàstina, Michał Waszyński
- Scénario : Giorgio Pàstina, Giuseppe Zucca (it) d'après la pièce Guillaume Tell de Friedrich Schiller.
- Photographie : Arturo Gallea
- Montage : Loris Bellero
- Musique : Gioachino Rossini
- Décors : Ernesto Nelli
- Société de production : Fauno Film (it), I.C.E.T. - Industrie Cinematografiche e Teatrali
- Pays de production :  Italie
- Langue originale : italien
- Format : Noir et blanc - 1,37:& - Son mono - 35 mm
- Genre : Film d'aventures
- Durée : 90 minutes
- Date de sortie :
  - Italie : 8 avril 1949
  - France : 22 septembre 1953

## Distribution
- Gino Cervi : Guillaume Tell
- Paul Müller : Gessler, le bailli
- Aldo Nicodemi : Rudens
- Danielle Benson : Hedwig
- Allegra Sander : Mathilde
- Gabriele Ferzetti
- Renato De Carmine
- Monique Orban
- Enrico Olivieri
- Emilio Baldanello
- Alberto Collo